# Žveplov monoksid
Žveplov monoksid je anorganska spojina s formulo SO. Obstojen je samo v razredčeni plinski fazi. V koncentrirani ali kondenzirani obliki se pretvori v dižveplov dioksid S2O2. Odkrili so ga v vesolju, drugače pa je v čisti obliki zelo redek.

## Zgradba molekule
Molekula SO ima tripletno osnovno stanje, podobno O2, se pravi, da ima dva neparna elektrona. Dolžina vezi S-O je 148,1 pm in je podobna dolžinam vezi v drugih nižjih žveplovih oksidih (v S8O meri 148 pm), vendar daljša kot v plinastem S2O (146 pm), SO2 (143,1 pm) in SO3 (142 pm).
Molekula se v bližnjem infrardečem območju vzbudi v singletno stanje (brez neparnih elektronov). Sigletno stanje je domnevno bolj reaktivno od tripletnega, tako kot je singletni kisik bolj reaktiven od tripletnega.

## Sinteze in reakcije
Priprava SO kot reagenta v organskih sintezah se osredotoča na spojine, ki odcepljajo SO. Ena od reakcij je razpad relativno enostavnega tiiran 1-oksida. Uporabne so tudi bolj kompleksne spojine, kakršen je trisulfid oksid C10H6S3O.
C2H4OS  →  C2H4 + SO
Molekula SO je termodinamsko nestabilna in se takoj pretvori v S2O2. SO se veže na alkene, alkine in diene in tvori tričlenske obroče, ki vsebujejo žveplo.

### Generiranje pod ekstremnimi pogoji
V laboratoriju se žveplov monoksid lahko proizvede z obdelavo žveplovega dioksida z žveplovimi parami med električnimi razelektritvami. Zaznali so ga tudi v sonoluminiscenci posameznih mehurčkov v koncentrirani žveplovi kislini, ki je vsebovala nekaj raztopljenega žlahtnega plina.
Kemiluminiscenčni detektor za žveplo temelji na naslednjih reakcijah 
SO + O3  →  SO2(vzbujen) + O2
SO2(vzbujen)  →  SO2 + hν (oddani foton)

## Nahajališča

### Ligand za prehodne kovine
SO se kot ligand lahko veže na več načinov: 
- kot terminalni (končni) ligand[9] v upognjeni razporeditvi M-S-O, analogni nitrozilu, ali
- kot žveplov most preko dveh ali treh kovinskih centrov, na primer v Fe3S(SO)(CO)9.

### Astrokemija
Žveplov monoksid so odkrili v atmosferi in torusu plazme. Odkrili so ga tudi v atmosferi Venere, na kometu Hale-Bopp in v medzvezdni snovi.
Na luni Io nastaja verjetno med vulkanskimi izbruhi in fotokemično. Osnovna kemijska reakcijaje verjetno  
O + S2  →  S + SO
SO2  →  SO + O
Žveplov monoksid so odkrili tudi na največji znani zvezdi NML Cygni.

### Biokemija
Žveplov monoksid je morda biološko aktiven, kar je mogoče sklepati iz reakcijskih produktov, ki so jih odkrili v prašičji koronarni arteriji.

## Varnost
Žveplov monoksid je v ozračju redek in zelo nestabilen plin, zato je težko zanesljivo določiti njegove nevarne lastnosti. V kondenziranem in komprimiranem stanju se takoj pretvori v dižveplov dioksid S2O2, ki je razmeroma strupen in jedek. Je tudi zelo vnetljiv, saj ima podobno vnetljivost kot metan. Med zgorevanjem nastaja strupen plin žveplov dioksid.

## Dižveplov dioksid
SO se pretvarja v dižveplov dioksid. Njegova molekula je planarna s simetrijo C2v. Dolžina vezi S-O je 145,8 pm, kar je manj kot v monomeru, vezi S-S pa 202,45 pm.  Kot O-S-S meri 112,7°. Dipolni moment molekule je 3,17 D.